# Curtiss HA
Le Curtiss HA est un hydravion militaire américain datant de la fin de la Première Guerre mondiale. Jamais entré en service opérationnel dans l'US Navy, une version terrestre fut néanmoins utilisé après la guerre pour le transport postal aérien aux États-Unis.

## Historique

### Développement
En octobre 1917 la marine américaine disposait d'un petit détachement aérien autour de la ville portuaire française de Dunkerque. Placé sous les ordres du capitaine B.L. Smith cette unité ne disposait que de quelques Nieuport 11 « Bébé » terrestre et d'aucun hydravion de chasse pour défendre ses positions face aux armées allemandes.
C'est pourquoi B.L. Smith eut l'idée de concevoir un tel appareil. Il s'entoura de quelques ingénieurs de la société Curtiss et développa un gros biplan monomoteur qui reçut la désignation de Curtiss HA.
La commande de développement fut officiellement passée en décembre 1917.
Ce prototype fut assemblé aux États-Unis et testé sur place. Son premier vol intervint le 21 mars 1918. 
Lors de ces essais en vol l'avion s'avéra rapidement instable et fut détruit dans un accident. Deux autres prototypes furent commandés par l'US Navy. Cependant la guerre prit fin avant la période d'essais du Curtiss HA et le programme fut abandonné.
En 1922 l'état-major de la marine américaine envisagea d'engager le troisième prototype Curtiss HA-2 comme hydravion de course lors de la Coupe Schneider et la Curtiss Marine Trophy Race. Cependant les modifications à apporter à l'appareil le rendirent encore plus instable. Cet hydravion en demeura donc là, et ne fut jamais aligné lors d'une course.

### En service
Bien que finalement refusé par la marine américaine le Curtiss HA fut modifié en février 1919 pour devenir un avion postal. Trois exemplaires furent commandés par l'US Mail qui les utilisa de 1920 à 1924. Chacun de ces avions pouvait emporter près de 250 kg de courrier sur une distance d'environ 725 km. Le moteur de cette version était portée à une puissance de 400 chevaux et disposait d'une hélice quadripale.

## Aspects techniques

### Description
Le Curtiss HA dans sa version initiale d'hydravion de chasse se présentait sous la forme d'un biplan monomoteur construit en bois entoilé. Sa propulsion était assurée par un moteur Liberty L-12 d'une puissance nominale de 360 chevaux entraînant une hélice tripale en bois. Sa stabilité en mer était assuré par trois flotteurs placés sous le plan inférieur de voilure et sous le fuselage. Son armement se composait de quatre mitrailleuses Browning de calibre 12,7 mm.

### Versions
- Curtiss HA : Désignation portée par le premier prototype de la version hydravion de chasse et par les trois avions postaux de série.
  - Curtiss HA-1 : Désignation portée par le deuxième prototype de la version hydravion de chasse.
  - Curtiss HA-2 : Désignation portée par le troisième prototype de la version hydravion de chasse et hydravion de course.

## Surnom
Le Curtiss HA est parfois surnommé Curtiss Dunkirk en rapport avec la ville de Dunkerque.

## Sources & Références